# Средногорци
Средногорци е село в Южна България. То се намира в община Мадан, област Смолян. Старото име на селото е Топуклу.

## География
Село Средногорци се намира в планински район. В близост до селото река Черна се влива в река Арда.

## История
Селищното име Топукли е засвидетелствано в османски данъчен регистър от 1569-1570 г. Според него в селото живеят 37 мюсюлмански семейства категория чифт и 29 неженени мюсюлмани. Наред с тях има 10 християнски семейства и 18 неженени християни. Сред християнските антропоними се откриват такива, чиито лично име и презиме са от славянския пласт антропонимия: Радо Стойо, Вълчо Стойо, Велко Радо, Вълчо Велко и др. Откриват се сложни имена: Димо Радослав, Тодор Радослав. Общият данък на местното население възлиза на 4528 акчета. В османски поименен регистър от 1841 година се посочва, че от Средногорци (Топуклу) са постъпили в армията 10 войници, което е косвено доказателство, че по това време в селото са живели помаци.

## Обществени институции
- Читалище „Никола Вапцаров“, създадено в 1950 година с библиотека към него.[4]
- ОУ "Петко Рачов Славейков", създадено през 1926 – 1927 година като Българско народно училище. За откриването му допринесли Райчо Капсъзов по занятие – земеделец, Николай Калайджиев – калайджия и Манол Велковски – секретар в обществения съвет. По това време училището се помещавало в джамията – едноетажна сграда с два входа. През единия вход се влизало в училището, което имало две стаи, а през другия в джамията. Нямало черни дъски и чинове. Тримата – Капсъзов, Калайджиев и Стойчев, отишли при директора на тогавашната дърводобивна фабрика и го склонили да отпусне дървен материал, а дърводелецът на фабриката, безплатно и след работно време, направил черните дъски и чиновете. До 1951/1952 г. училището е само начално, а през следващата учебна година е открит и 5 клас с 22 ученици. На 8 март 1954 година започва строежа на новата училищна сграда, в която на 1 септември е открита учебната година. Благодарение на първите учители – Бъчварова, Цанков и даскал Кольо, хората осъзнават значението и ползата от образование. Основно училище „Петко Рачов Славейков“, с. Средногорци е на 95 години, време през което успява да съхрани и продължи традициите си и в същото време да следва новите тенденции в образованието.

## Културни и природни забележителности
Църква „Свети Иван Рилски“-  строена в чест на загиналите от Балканската война, храмов празник – 19 октомври. 